# アッピアデス
アッピアデス（Appiades）は、ローマ神話に伝わる、古代ローマのアッピア上水道の近くに神殿があった5柱の女神たちの総称である。
1. コンコルディア - 調和・結合・平和・和解を司る女神。
2. ミネルウァ - 医療・知恵・戦争などを司る女神。
3. パークス - 平和と秩序を司る女神。
4. ウェヌス - 草木と庭園、菜園の保護女神。愛と美の女神となる。
5. ウェスタ - 家庭とローマの都の守護女神。かまどの火の女神となる。